# Hans Knappertsbusch
Hans Knappertsbusch (født 12. marts 1888 i Elberfeld (Wuppertal), død 25. oktober 1965 i München) var en tysk dirigent. Han er bedst kendt for at have dirigeret musik af Richard Wagner, Anton Bruckner og Richard Strauss. Knappertsbusch studerede filosofi ved universitetet i Bonn.
I nogle år var han assistent for Siegfried Wagner og Hans Richter i Bayreuth. Da Bruno Walter forlod München for at tage til New York, blev Knappertsbusch hans efterfølger. Knappertsbusch var i München indtil 1936. Han nægtede at slutte sig til nazisterne, som svarede igen med at ophæve hans kontrakt. Derfor tog Knappertsbusch arbejde på Staatsoper i Wien. Efter 2. verdenskrigs afslutning vendte han tilbage til München. Han dirigerede dog fortsat i Wien som gæst, ligesom han dirigerede i Bayreuth.